# Уейд Барет
Стю Бенет (р. 10 август 1980 г.), по познат на ринга като Уейд Барет, е английски кечист.
Състезава се в шоуто „Разбиване“ на Световната федерация по кеч (World Wrestling Entertaiment). Той е първият победител в реалити предаването WWE NXT (Следващото поколение), както и бивш лидер на групировката Нексъс. Сега е Интерконтинентален шампион за пети път.

## Кариера в FCW
Уейд Барет започва кариерата си като боксов аматьор. Показва завидни умения, обучаван е от кеч легендата Ал Шоу, а също и от Джо Ричи. Бие се първо в малките федерации, а после, през 2007 г. преминава в FCW. Състезава се под името „Стю Сандерс“, и печели отборните титли заедно с Дрю Макинтайър. Формира тандем с Пол Бърчил, побеждава Колд Кабана и Чарли Еванс

## Титли и постижения
*"'Florida Championship Wrestling
- - FCW Florida Tag Team Championship

- Ohio Valley Wrestling
  - OVW Southern Tag Team Championship (веднъж) с Пол Бърчил

- Pro Wrestling Illustrated
  - 110-о място в класацията PWI 500 за 2008 г.

- World Wrestling Entertainment
  - Шампион на WWE NXT през първия сезон
  - Интерконинтален шампион (5 пъти)

## Хватки
- - Заобления чук
  - Ветровете на промяната
  - големия ботуш
  - Саблен удар